# Marco Donadel
Marco Donadel, né le 21 avril 1983 à Conegliano, est un footballeur italien jouant au poste de milieu de terrain reconverti comme entraîneur.

## Biographie

### En club
Formé au Milan AC, il a été prêté à Lecce, Parme, la Sampdoria et la Fiorentina. Après une demi-saison réussie avec Florence, le club a levé l'option d'achat.
À l'issue de ses quatre ans de contrat avec le SSC Naples, il se retrouve sans club durant l'été 2014. N'ayant pas trouvé de nouveau club pendant le mercato, il demande à s'entrainer avec l'Impact de Montréal et son ami Marco Di Vaio. Quelques semaines après, la franchise montréalaise annonce la signature du joueur pour la saison 2015.

### En sélection
Marco Donadel était le capitaine de l'équipe d'Italie espoirs. Il a remporté le Championnat d'Europe espoirs en 2004, et a glané une médaille de bronze aux Jeux olympiques de 2004.

### Parcours d'entraîneur
Le 11 avril 2023, Marco Donadel est nommé entraîneur de l'US Ancona, formation de Serie C.

## Palmarès

### En club
SSC Naples
- Vainqueur de la Coupe d'Italie en 2012

 Impact de Montréal
- Finaliste de la Ligue des champions en 2015
- Finaliste du Championnat canadien en 2015 et 2017

### En sélection
Italie espoirs
- Vainqueur du Championnat d'Europe espoirs en 2004
- Médaille de bronze aux Jeux olympiques de 2004